# Lena Romul
Lena Romul (ur. 22 stycznia 1990 w Poznaniu) – polska piosenkarka, saksofonistka, kompozytorka, autorka tekstów, muzykoterapeutka, nauczycielka muzyki. 

## Życiorys
Ukończyła szkołę muzyczną Ogólnokształcącą Szkołę Muzyczną I i II stopnia w Poznaniu (skrzypce, saksofon jazzowy) oraz Akademię Muzyczną im. Grażyny i Kiejstuta Bacewiczów w Łodzi na kierunku Muzykoterapia.
W 2009 otrzymała nagrodę główną podczas Międzynarodowego Konkursu „Jazz Juniors”, jako pierwsza kobieta w historii konkursu. W 2011 została finalistką czwartej edycji programu rozrywkowego TVN Mam talent!. W 2021 roku wygrała odcinek Szansy na Sukces z Eleni. 

## Dyskografia
Albumy autorskie
- Industrialnie/Instynktownie (2013, Captain Earth)
- Pegaz (2015, Captain Earth)
- Marti Brown (2017, Karrot Kommando)
- Slavic Jazz Underground Jare Gody (2020, Karrot Kommando)

Single
- Lena Romul "Ptak" (2023)

- Lena Romul "Może to dziwne" (2023)

- Lena Romul "Lubię latać" (2023)

- Lena Romul "Zabawa trwa" (2023)

- Majka Jeżowska & Lena Romul "Skazana" (2022)
- Pablopavo & Lena Romul "Kogo" (2018)

- Kamil Bednarek „Talizman" (feat. Matheo) – chórki
- Kamil Bednarek „Poczuj Luz" – chórki
- Tabu „Głowa do góry" (feat. Bednarek) – produkcja wokali, chórki
- Tabu „Kasia” – chórki

Inne albumy:
- Yazzbot Mazut Mazut Mazut (Multikulti, 2010) – saksofon
- Wojtek Pilichowski Fair of Noise (Universal Music, 2010) – saksofon, wokal
- Wojtek Pilichowski Noise Live - koncert w Trójce (Polskie Radio, 2011) – saksofon, wokal
- Pilichowski Band Koncert na Zamku Kliczków DVD (Fonografika, 2012) – saksofon, wokal
- Orkiestra NAXOS Live At POLIN - COEXIST! (Milo Records, 2015) – saksofon
- Dup! Zwei (Karrot Kommando, 2016) – wokal
- Paprika Korps Homemade Babylon (Karrot Kommando, 2016) – produkcja wokali, chórki
- Johny Rockers Stay Connected (Lou&Rocked Boys, 2017) – produkcja wokali, chórki
- Pablopavo Ladinola (Karrot Kommando, 2017) – produkcja wokali, chórki
- Pablopavo Marginal (Karrot Kommando, 2018)
- Strachy Na Lachy Przechodzień o wschodzie (SP Records, 2017) – chórki
- Tabu Sambal (Lou & Rocked Boys,2019) – chórki
- November Project Wielkie Miło (2022) - produkcja wokali, chórki
- Tabu Lunapark (2023)